# Philoponella variabilis
Philoponella variabilis is een spinnensoort in de taxonomische indeling van de wielwebkaardespinnen (Uloboridae).
Het dier behoort tot het geslacht Philoponella. De wetenschappelijke naam van de soort werd voor het eerst geldig gepubliceerd in 1887 door Eugen von Keyserling.